# Michelle MacLarenová
Michelle MacLarenová, nepřechýleně Michelle MacLaren (* 1965, Vancouver, Kanada) je kanadská televizní režisérka a producentka. Jako režisérka pracovala například v seriálech Akta X, Perníkový táta, Walking Dead a Game of Thrones. Za seriál Perníkový táta vyhrála v letech 2013 a 2014 Cenu Emmy jako jeho producentka.
Její režisérský debut byla epizoda "John Doe" v deváté sérii seriálu Akta X, jejíž scénář napsal Vince Gilligan, se kterým později spolupracovala na seriálu Perníkový táta. V listopadu 2014 bylo oznámeno, že MacLarenová napíše a zrežíroval film Wonder Woman. V dubnu 2015 však opustila projekt kvůli rozdílným názorům v produkčním týmu.

## Filmografie

### Režie
| Seriál                                    | Rok       | Série                                                                    | Část                                                                     | Název části                                                              |
| ----------------------------------------- | --------- | ------------------------------------------------------------------------ | ------------------------------------------------------------------------ | ------------------------------------------------------------------------ |
| Akta X                                    | 2002      | 9                                                                        | 7                                                                        | John Doe                                                                 |
| Bez stopy                                 | 2002      | 1                                                                        | 10                                                                       | Midnight Sun                                                             |
| John Doe                                  | 2003      | 1                                                                        | 11                                                                       | John D.O.A.                                                              |
| Zákon a pořádek: Útvar pro zvláštní oběti | 2006      | 7                                                                        | 12                                                                       | Infected                                                                 |
| Population 436                            | 2006      | Film (92 minut)                                                          | Film (92 minut)                                                          | Film (92 minut)                                                          |
| Kyle XY                                   | 2006      | 1                                                                        | 6                                                                        | Blame It on the Rain                                                     |
| Perníkový táta                            | 2009-2013 | 2                                                                        | 9                                                                        | 4 Days Out                                                               |
| Perníkový táta                            | 2009-2013 | 3                                                                        | 3                                                                        | I.F.T.                                                                   |
| Perníkový táta                            | 2009-2013 | 3                                                                        | 7                                                                        | One Minute                                                               |
| Perníkový táta                            | 2009-2013 | 3                                                                        | 11                                                                       | Abiquiu                                                                  |
| Perníkový táta                            | 2009-2013 | 4                                                                        | 2                                                                        | Thirty-Eight Snubní                                                      |
| Perníkový táta                            | 2009-2013 | 4                                                                        | 5                                                                        | Shotgun                                                                  |
| Perníkový táta                            | 2009-2013 | 4                                                                        | 10                                                                       | Salud                                                                    |
| Perníkový táta                            | 2009-2013 | 5                                                                        | 2                                                                        | Madrigal                                                                 |
| Perníkový táta                            | 2009-2013 | 5                                                                        | 8                                                                        | Gliding Over All                                                         |
| Perníkový táta                            | 2009-2013 | 5                                                                        | 10                                                                       | Buried                                                                   |
| Perníkový táta                            | 2009-2013 | 5                                                                        | 13                                                                       | To'hajiilee                                                              |
| Memphis Beat                              | 2010      | 1                                                                        | 7                                                                        | Suspicious Minds                                                         |
| Lháři                                     | 2010      | 3                                                                        | 3                                                                        | Dirty Loyal                                                              |
| The Event                                 | 2010      | 1                                                                        | 9                                                                        | Your World to Take                                                       |
| Walking Dead                              | 2010      | 1                                                                        | 2                                                                        | Guts                                                                     |
| Walking Dead                              | 2011      | 2                                                                        | 7                                                                        | Pretty Much Dead Already                                                 |
| Walking Dead                              | 2014      | 4                                                                        | 16                                                                       | A                                                                        |
| Camelot                                   | 2011      | 1                                                                        | 8                                                                        | Igraine                                                                  |
| Peklo na kolech                           | 2011      | 1                                                                        | 7                                                                        | Revelations                                                              |
| NCIS: Námořní vyšetřovací úřad            | 2012      | 9                                                                        | 17                                                                       | Need to Know                                                             |
| The River                                 | 2012      | 1                                                                        | 6                                                                        | Doctor Emmet Cole                                                        |
| Chicks 'n' Guns                           | 2013      | Bonusová scéna na DVD / BluRay 5. série seriálu Perníkový táta (8 minut) | Bonusová scéna na DVD / BluRay 5. série seriálu Perníkový táta (8 minut) | Bonusová scéna na DVD / BluRay 5. série seriálu Perníkový táta (8 minut) |
| Game of Thrones                           | 2013-2014 | 3                                                                        | 7                                                                        | The Bear and the Maiden Fair                                             |
| Game of Thrones                           | 2013-2014 | 3                                                                        | 8                                                                        | Second Sons                                                              |
| Game of Thrones                           | 2013-2014 | 4                                                                        | 4                                                                        | Oathkeeper                                                               |
| Game of Thrones                           | 2013-2014 | 4                                                                        | 5                                                                        | First of His Name                                                        |
| The Leftovers                             | 2014      | 1                                                                        | 8                                                                        | Cairo                                                                    |
| Better Call Saul                          | 2015      | 1                                                                        | 2                                                                        | Mijo                                                                     |
| Westworld                                 | 2016      | 1                                                                        | 9                                                                        | The Well-Tempered Clavier                                                |